# Ku (kejsare)

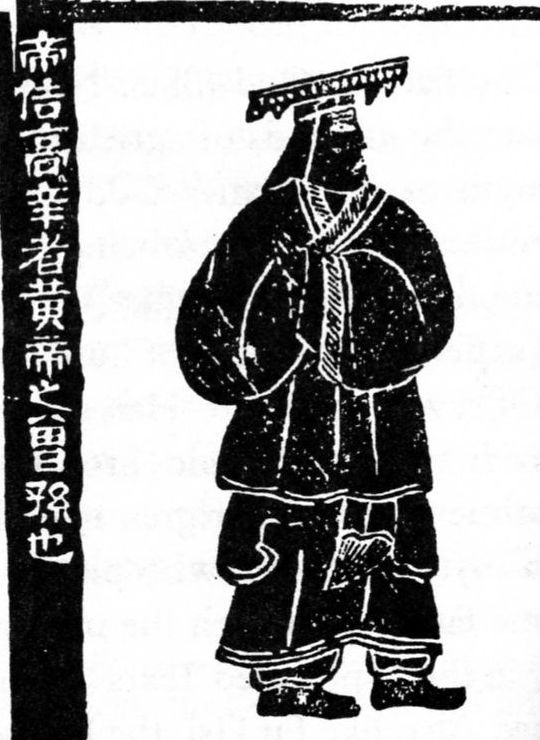
Kejsare Ku

Ku (喾; 嚳; Kù) var en mytologisk kejsare i Kina. Han var barnbarns barn till Den gule kejsaren. Han härskade från 2436 till 2367 (2366) f.Kr.
Ku räknas bland De fem mytologiska kejsarna. Hans föregångare var Zhuanxu och hans efterträddes av sin son kejsar Yao. Kus andra kejsarinna Jiandi födde Xie (eller Qi) som var förfader till Shangdynastins kungar.